# Жрака (река)
Жрака — река в Рязанской области в Михайловском и Захаровском районах, приток реки Прони. Длина реки — 33 км. Площадь водосборного бассейна — 448 км².
Река берёт своё начало у села Остроухово (Захаровский район, Рязанская область) и впадает в Проню в районе села Лубянка.
Петляя, Жрака несколько раз пересекает автодорогу Р132 Калуга — Тула — Михайлов — Рязань.

## Этимология
Название реки «Жрака» и его известные по историческим документам варианты «Жора» и «Жеравка» опираются на устаревшее гидронимическое значение: «пожирать» источники. В Слове о полку Игореве говорится «река Стугна: худу струю имея, пожръши чужи ручьи». Архаизация данного значения глагола «жрать» привела к возникновению вокруг названия большого числа топонимических легенд, не имеющих отношения к реальной этимологии.
По одной из легенд войско Батыя пересекало реку в районе современного Михайловского района. Пересечь реку было непросто — река была очень бурной, глубокой, в ней были сильные буруны и водовороты. Реку войско все-таки пересекло, но при этом погибло много монгольских воинов, и, в том числе, сын Батыя. Батый очень осерчал на эту реку, горевал, а потом сказал: «Эта проклятая река сожрала моего сына. Так пусть же имя ей теперь будет: „Жрака“!».

## Притоки (км от устья)
- 0,3 км: Лубянка[5]
- 4,6 км: Лукьяновка
- 8,5 км: Яропол
- 11 км: Лютик
- 16 км: ручей Жрака
- 24 км: река без названия, у с. Новопанское

## Исторические поселения на берегу
С историей реки Жраки связано образование дрейвнейшего города Рязанского княжества — Михайлова, который защищал южные рубежи Руси. Он был построен в 1137 году князем Рюриком Ростиславовичем. До наших дней сохранились следы трех укреплений, построенных в то время. Одно находится на крутом берегу реки Жраки, около деревни Поярково, другое — при впадении речки Лубянки в реку Жраку, третье — на берегу реки Прони. Город Михайлов прошел длинный путь от надежного города-крепости до тихого уездного городка.

## Населённые пункты от истока к устью
- Остроухово
- Воронка
- Городецкие Выселки
- Вилки
- Поярково
- Хавертово